# قمری زمینی پالائو
قمری زمینی پالائو (نام علمی: Pampusana canifrons) گونه‌ای از پرندگان خانواده کبوتران (Columbidae) و بومی پالائو است و در جنگل‌ها زندگی می‌کند. اتحادیه بین‌المللی حفاظت از طبیعت آن را به عنوان یک گونه در معرض خطر ارزیابی کرده است.